# International TerraStar
International TerraStar — лінійка вантажівок середньої вантажопідйомності, яка вироблялася компанією International Trucks з 2010 по 2015 рік. TerraStar — найменша вантажівка зі звичайною кабіною, яку коли-небудь виробляла Navistar, — це вантажівка 5 класу середньої вантажопідйомності. Незважаючи на те, що компанія офіційно не позначає його як заміну безкапотного автомобіля CityStar LCF, TerraStar має подібні розміри та GWVR.
Віднесений до класу 5, TerraStar конкурував з автомобілями створеними на основі пікапів, таких як Ford F-550 та (Dodge) Ram 5500, а також з вантажівами зі звичайною кабіною, такими як Freightliner Business Class M2 (найменші версії), Kenworth T170, Kenworth T180 і Hino 185. Маючи спільну кабіну та трансмісію з більшим DuraStar, TerraStar також зайняв місце серії легких GVWR 4100 у діапазоні DuraStar.
У 2019 році International знову увійшов у сегмент вантажівок класу 4-5 у спільному підприємстві з General Motors, представивши International CV, що випускається разом із лінійкою вантажівок середньої вантажопідйомності Chevrolet 4500-6500HD.

## Огляд моделі

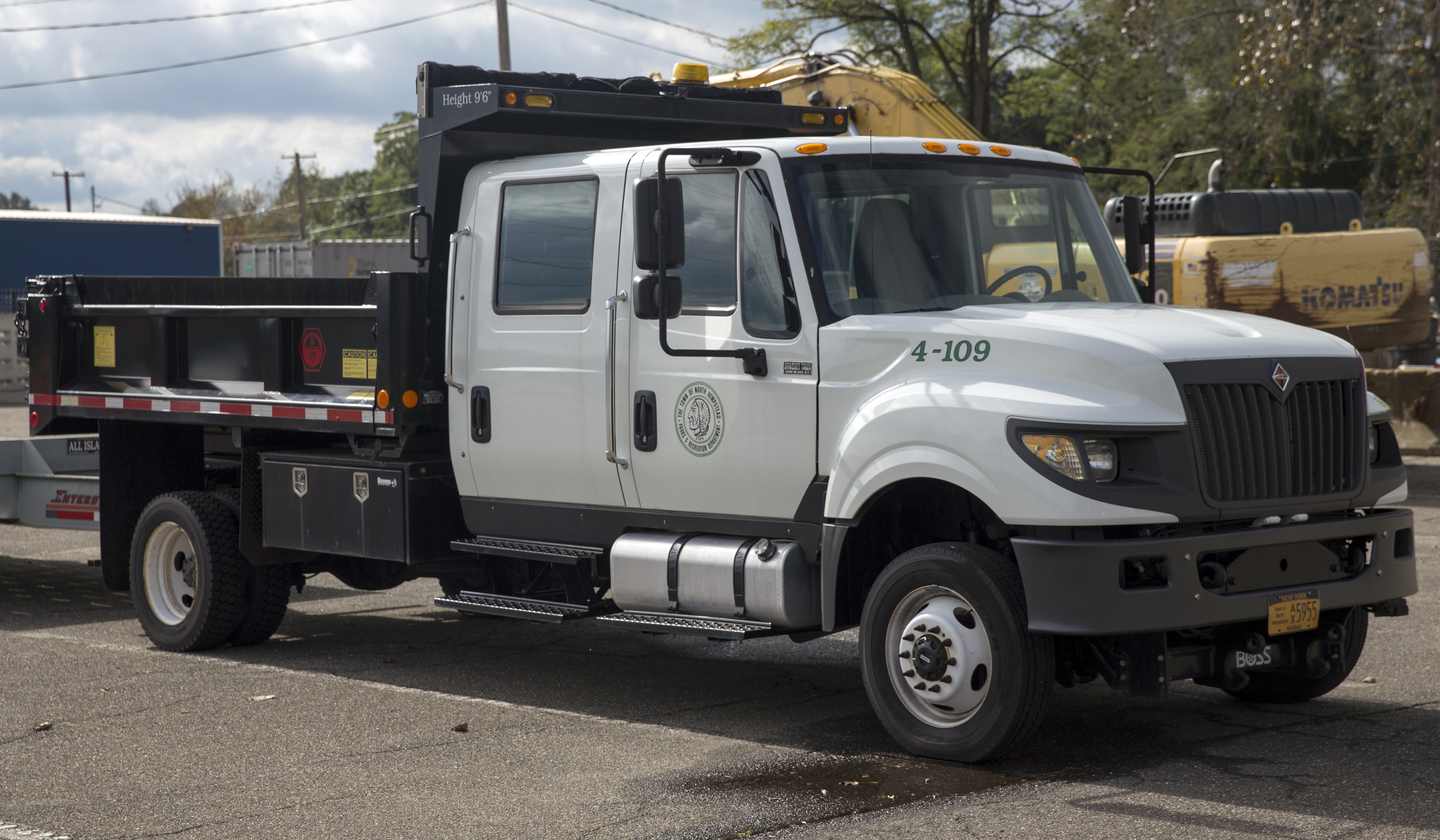
International TerraStar crew cab

Поділяючи кабіну з International DuraStar, WorkStar, TranStar, LoneStar і ProStar, TerraStar вирізняється своєю низькопрофільною кабіною та капотом. Для опускання кабіни на раму паливні баки перемістили знизу кабіни за кабіну на рейках рами; TerraStar відрізняється від DuraStar використанням квадратних герметичних фар. Як і у випадку з більшими вантажівками International, TerraStar був доступний у дводверній конфігурації, з подовженою кабіною та кабіною з кабіною екіпажу, з широким вибором кузовів, встановлених виробниками другого етапу.

На відміну від DuraStar, TerraStar продавався з відносно невеликою кількістю силових агрегатів. Протягом усього виробництва лінійка моделей пропонувалася з турбодизелем MaxxForce 7 V8 потужністю 300 кінських сил у парі з 6-ступінчастою автоматичною коробкою передач Allison 1000. Конфігурований виключно з одним заднім ведучим мостом, 4-колісний привід став опцією 2011 року.

## Автобус
З 2010 по 2015 рік шасі TerraStar використовувалося дочірньою компанією Navistar IC Bus для розробки свого найменшого автомобіля, який коли-небудь випускався. Розроблений переважно як альтернатива автомобілям, що випускаються на шасі Ford E-450 і GMC Savana, для більшої навантаженості, IC Bus представив автобуси з розрізаною кабіною на основі TerraStar. Компанія випустила на ринок дві версії, включаючи маршрутний автобус серії AC і шкільний автобус серії AE.

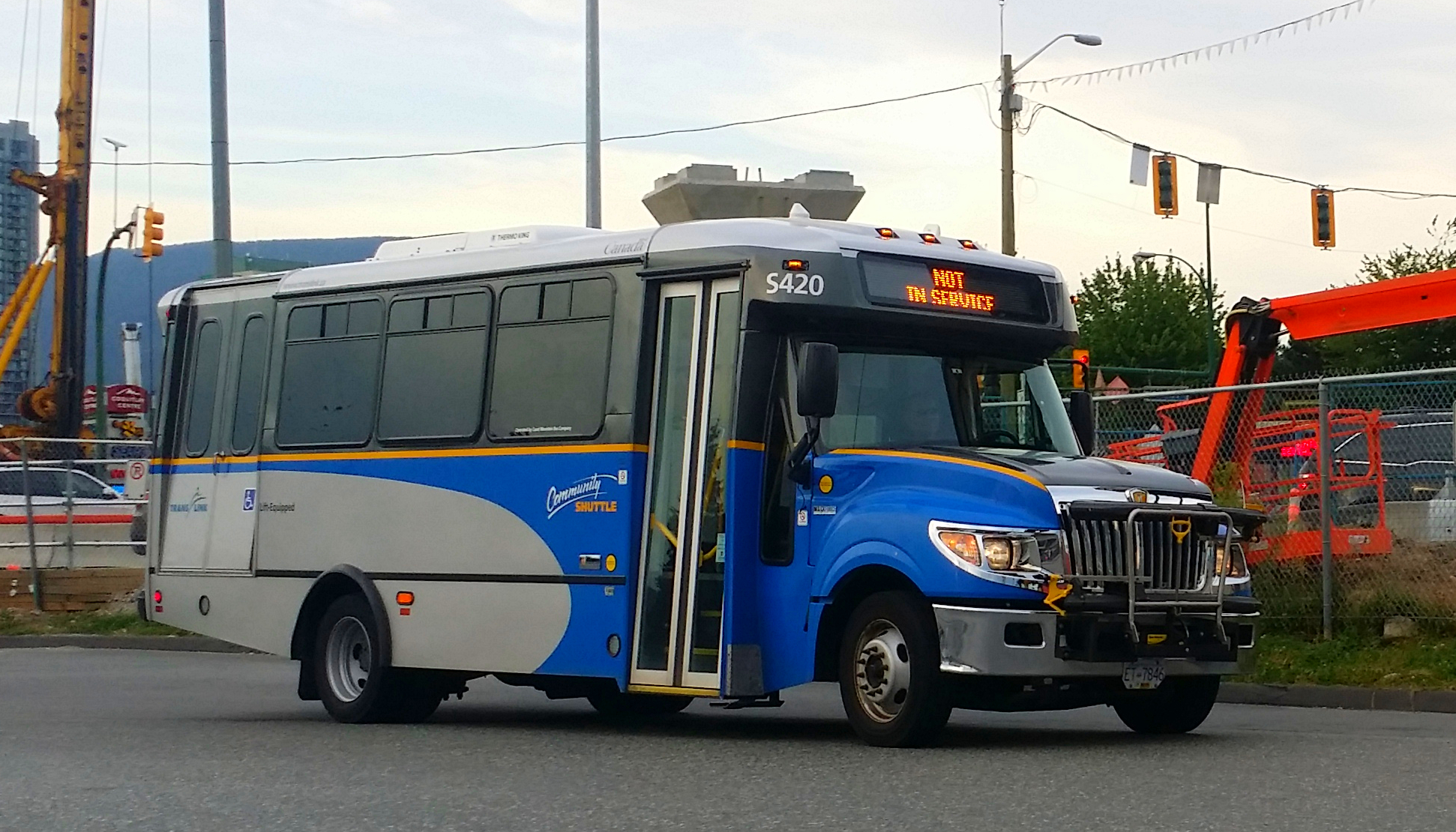
IC Bus AC series

Як і аналог для вантажівок, AC/AE було знято з виробництва наприкінці 2015 року після вилучення двигуна MaxxForce 7.

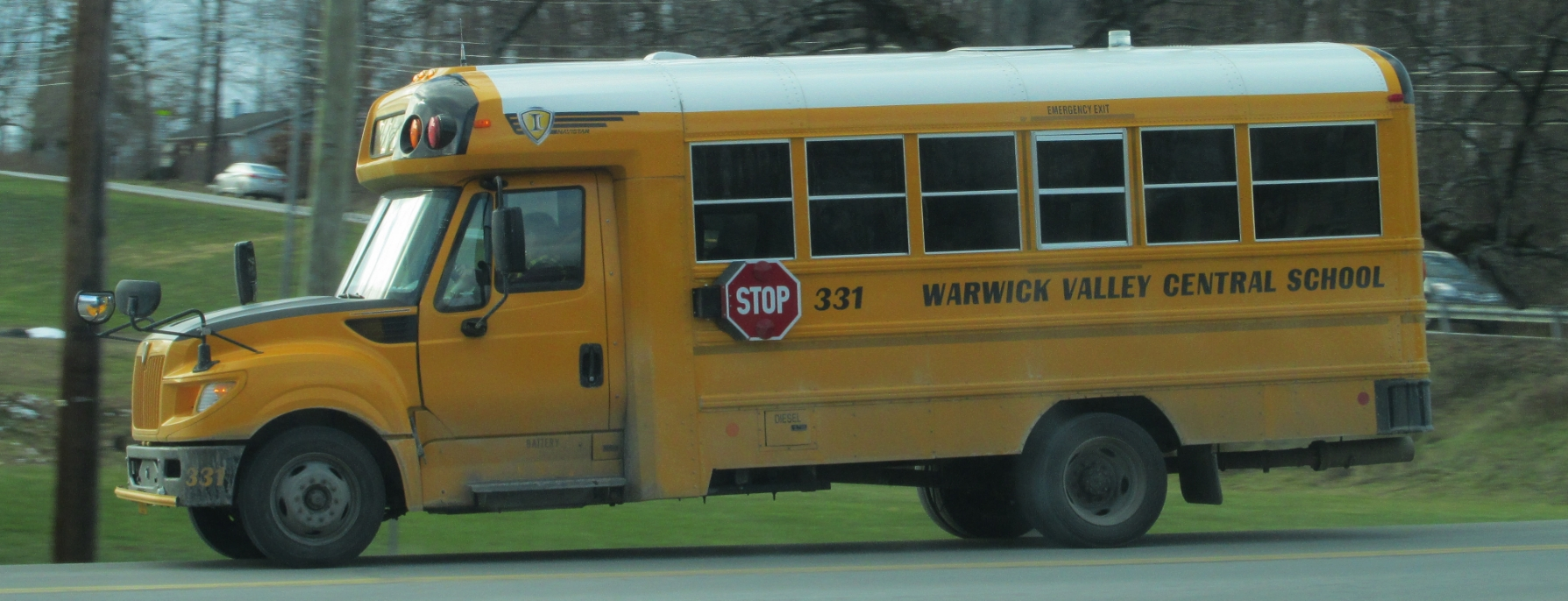
IC Bus AE series

## Переробка транспортних засобів
Хоча International TerraStar ніколи не пропонувався як споживчий автомобіль, під час виробництва International TerraStar служив донорським шасі для переобладнання сторонніми виробниками. У конфігурації, подібній до більших вантажівок International XT, TerraStar з кабіною екіпажу був переобладнаний компанією Midwest Automotive Designs у Елкхарті, штат Індіана, на пікап або чотиридверний позашляховик, як Ford Excursion.